# Пласкі п'явки
Пласкі п'явки (Glossiphoniidae) — родина п'явок ряду Хоботні п'явки (Rhynchobdellida). Складається з 4 підродин, 17 родів та 150 видів. Інші назви «листоподібні п'явки», «прісноводні безщелепні п'явки».

## Опис
Загальна довжина представників цієї родини коливається від 7 до 80 мм, зазвичай до 30 мм. Голова нвеелика, округла. Мають від 2 до 4 пар очей. Рот невеличкий, кільцеподібний, розташовано на нижній стороні. В наявності є хобіток, яким ссе кров. Сильно сплющене, майже листоподібне тіло, зверху трохи опукле, звужується до кінців (особливо до переднього). Уздовж тіла йде кілька рядків сосочків. складається з 3-кільцевих сомітів. Передня присоска погано розвинена.
Забарвлення коливається від зеленого до бурого зі складним візерунком з плям і смуг.

## Спосіб життя
Зустрічаються у прісноводних середовищах. Полюбляють чисті водойми, можуть слугувати своєрідними індикаторами екологічного стану озер та річок. Часто тримаються біля каміння й рослин (або на них). Не плавають. Живляться кров'ю, а деякі види й розрідженими тканинами хребетних тварин або гемолімфою безхребетних. Паразитує часто на молюсках, болотяних черепахах, може живитися кров'ю птахів і навіть людини. Здатні переносити різних паразитів, на кшталт гельмінтів. Присутній симбіоз з деякими бактеріями, що дпомагають цих п'явкам перетравлювати їжу.
Парування відбувається шляхами гонопорного злиття або підшкірного введення сперматофорів. Прикривають своїм тілом відкладені ними тонкостінні безформні кокони, у яких поміщено до 80 яєць. деякі види відразу відкладають яйця у спеціальну торду в нижній частині тіла. Інкубаційний період в середньому триває 2 тижні. Молоді п'явки після вилупления прикріплюються до черева матері і пересуваються разом з нею до 60 діб. Підростаючи, молодь переходить до самостійного життя, спочатку тимчасово, потім зовсім.

## Розповсюдження
Мешкають на всіх континентах, окрім Анатарктиди.

## Медична користь
Слина містить антикоагулянти, які потенційно корисні при терапії деяких серцево-судинних захворювань. Антистазин та споріднені інгібітори тромбокінази А, такі як гілантен, лефаксин і теростатин, були отримані з видів роду Haementeria і виду Theromyzon tessulatum. Ці речовини також можуть перешкоджати деяким метастазам пухлин.
З п'явок роду Haementeria виокремлено фібрин-стабілізуючі інгібітори: тридегін, адгезії тромбоцитів, а також ферменти, що розчиняють фібриноген, гементін і гемерін. Theromyzon tessulatum дає терін, теромін і тісулін, які гальмують протеазну активність. В Placobdella ornata було виявлено орнатини, які є антагоністами антитромбоцитарного глікопротеїну IIb-IIIa.

## Роди
- Theromyzinae
  - Theromyzon
- Glossiphoniinae
  - Batracobdella
  - Desserobdella
  - Glossifonia
  - Hemiclepsis
  - Placobdelloides
  - Placobdella
- Toricinae
  - Baicaloclepsis
  - Paratorix
  - Torix
- Haementeriinae
  - Actinobdella
  - Alboglossifhonia
  - Desmobdella
  - Haementeria
  - Helobdella
  - Marsupiobdella
  - Oligobdella